# Walter Heinze (Widerstandskämpfer)
 Walter Heinze (* 18. Juni 1900 in Leipzig; † 23. Februar 1933 ebenda) war ein deutscher Arbeiter und Kämpfer gegen den Nationalsozialismus. Er war das erste Todesopfer der Arbeiterbewegung in Leipzig nach der nationalsozialistischen Machtergreifung vom 30. Januar 1933.

## Leben
Walter Heinze war Maschinenschlosser im Leipziger Stadtteil Plagwitz, sowie Mitglied der SPD und des Reichsbanners.

## Ermordung und Beisetzung
„Am 23. Februar sollte im Volkshaus eine SPD-Veranstaltung stattfinden. Dazu traf man sich an der besagten Ecke und wurde von einem Trupp der SA überfallen. „Übereinstimmend wird von einer ganzen Reihe Reichsbannerleuten behauptet, dass der Führer der nationalsozialistischen Abteilung kommandiert habe: ‚Wegdrängen! Straße frei! Drauf!’“, steht in der Neuen Leipziger Zeitung zu lesen. „Jedenfalls sind die Nationalsozialisten den Reichsbannerleuten, die der Übermacht weichen mußten, nachgeeilt und über sie hergefallen. Dabei wurden Messer und Schlagwerkzeuge gebraucht.“ Der 30 Jahre alte Chauffeur (1933 war Heinze nicht mehr als Schlosser tätig. … ) Walter Heinze wurde schwer verletzt und verstarb einige Stunden nach dem Überfall an den Folgen einer Messerattacke, die seine Lunge verletzte. … „Die Beisetzung von Walter Heinze fand Ende Februar ‘33 unter großer öffentlicher Anteilnahme auf dem Leipziger Südfriedhof statt. Zeitgenössische Quellen sprechen von einem Trauerzug mit einer Länge von anderthalb Kilometern. Die Trauernden trugen zumeist Reichsbanner-Uniform“, so die Informationen der Leipziger SPD.“

## Ehrungen
Am 1. August 1945 wurde die Ziegelstraße in Plagwitz, in der Walter Heinze gewohnt hatte (Ziegelstraße 13), nach ihm benannt.
Der Leipziger Historiker und ehemalige Vorsitzende des Leipziger SPD-Stadtverbandes, Gernot Borriss, hat das Anbringen einer Erklärungstafel zum Straßenschild (anlässlich des 80. Todestages) initiiert.